# 背叶虫亚科
背叶虫亚科（學名：Notophyllinae）是多毛纲葉鬚蟲目葉鬚蟲科之下其中一個亞科。

## 分類
本亞科包括下列四個屬：
- Austrophyllum Bergström, 1914
- 棒须虫属 Clavadoce Hartman, 1936
- 仙鬚蟲屬 Nereiphylla  Blainville, 1828
- 背叶虫属 Notophyllum  Örsted, 1843